# Hopeland
Hopeland es un lugar designado por el censo ubicado en el condado de Lancaster en el estado estadounidense de Pensilvania. En el Censo de 2010 tenía una población de 738 habitantes y una densidad poblacional de 684,44 personas por km².

## Geografía
Hopeland se encuentra ubicado en las coordenadas 40°13′44″N 76°15′45″O / 40.22889, -76.26250. Según la Oficina del Censo de los Estados Unidos, Hopeland tiene una superficie total de 1.74 km², de la cual 1.71 km² corresponden a tierra firme y (1.49%) 0.03 km² es agua.

## Demografía
Según el censo de 2010, había 738 personas residiendo en Hopeland. La densidad de población era de 684,44 hab./km². De los 738 habitantes, Hopeland estaba compuesto por el 95.12% blancos, el 0.95% eran afroamericanos, el 0% eran amerindios, el 1.36% eran asiáticos, el 0% eran isleños del Pacífico, el 0.14% eran de otras razas y el 2.44% pertenecían a dos o más razas. Del total de la población el 1.76% eran hispanos o latinos de cualquier raza.